# Egill Skallagrímsson
Egill Skallagrímsson (Borg, 910 körül – Mosfell, 990 körül) viking kori költő, harcos, az izlandi sagák gyakori szereplője, antihőse. Élete történetét az Egils saga Skallagrímssonar című, ismeretlen szerzőjű saga dolgozza fel.

## Élete
Életrajzát a kutatók általában az Egils saga Skallagrímssonar (röviden Egilssaga) alapján vizsgálják. Egill Izlandon született Skalla-Grímr Kveldúlfsson és Bera Yngvarsdóttir gyermekeként. Nagyapja Kveld-Úlfr (magyarul „esti farkas”) volt. Borg városában telepedett le. Apja, Grímr köztiszteletben álló törzsfőnök és Széphajú Harald norvég király halálos ellensége volt. 
Erőteljes testalkatát és költői tehetségét őseitől örökölte. Már 20 éves korában tengerre szállt, hogy vikingként szerezzen magának hírnevet. Norvégiában ismerkedett meg Arinbjörn Porissonnal, akivel Adalsteinn angol király csatáit küzdötték végig. Egyik csatában elesett testvére, Pólófr, aki még Izlandról jött Egill-lel. Egill ezután ismét Norvégia felé vette útját.
Ezután sok csatában vett részt, míg végül egy ilyen harc során aztán fogságba esett Angliában, ahol halálra ítélték, azonban ekkorra már szkaldi hírnevet szerzett, így az őt elfogó király egy váltságdíjként írt dicsőítő ének fejében szabadon engedte. (Ez az ének a Höfuðlausn, magyarul Főváltság).
945-ben visszautazott Izlandra, ahol 961-ben írta meg írta meg egyik leghíresebb művét az Arinbjarnarkvíðat (magyarul Arinbjörn-vers). Nemsokára egymás után két fia halt meg, ami nagyon megrendítette, és öngyilkosságot kísérelt meg (éhen akart halni), de ettől felesége visszatartotta. A gyász során írta meg az önvigasztaló Sonatorrek (magyarul „A fiak elvesztése”) című éneket, mely a skandináv irodalom ma is igen jelentős alkotása.
Az Egillsaga szerint Egill az izlandi néphatalmi korszak és törvényhozás kezdetén az egyik legsúlyosabban reprezentált személy volt, a 930-ban kialakult Alþingiben is feltehetőleg fontos szerepe lehetett.
Egill Skallagrímsson körülbelül 80 éves koráig élt, röviddel Izland római katolikus megtérítése előtt halt meg. Amikor egy katolikus kápolnát húztak fel tanyájuk területén, Egillt fia újratemette az oltár mellé.

## Személyisége
Az Egillsaga Egill személyiségét meglepően részletesen ábrázolja. Jellegzetesen ellentmondásos személyiség. Fiatalkorában szinte torzan nagy termetű, nyaranta tengeri rabló viking, aki portyákon híresen nagy borzalmakat visz véghez, közben egyedülálló költői tehetséggel bíró művész, aki közben a világirodalom jelentős, korának pedig legnagyobb alakja.
A későbbi években Egill a feudális-keresztény államszervezet kialakulását hevesen ellenezte, így az ez után lassan kialakult néphatalom tekintélyes nemzetségfőjévé és egyik legsúlyosabban reprezentált alakjává vált. Európa egyik legműveltebb személye lehetett; világlátottsága miatt igen tájékozott volt a történelemben és ismerte és a rúnajegyekkel alkotott írásbeliséget is.

## Munkássága
Az izlandi irodalom a 10. századig szorosan összeolvad a norvég irodalommal. A 10. századi, kezdeti művek szerzői közül kétségtelenül Egill Skallagrímsson a legmonumentálisabb, sokszor az izlandi irodalom első költőjeként emlegetik. 
A versírás Egill családjában hagyomány volt, az Egils saga Skallagrímssonar szerint tehetségét őseitől örökölte. Egyes versszakok még őseitől is fennmaradtak (nagyapjától, apjától és egyik nagybátyjától). Leszármazottai – egészen Snorri Sturlusonig – jeles költők lettek.
Mintegy 950 sort tulajdonítanak neki, három hosszabb verset és 52 egyversszakos lausavísáját, de ezek eredetisége vitatott. Ezek közül igen sokat Egils saga Skallagrímssonarban találtak meg.
Legjelentősebb tartott munkája a Höfuðlausn („Főváltság”), melyet 948 körül írt az őt foglyul ejtő Véreskardú Erik norvég királynak. A vers hangneme hideg és burkoltan ironikus, első olvasatra dicsvers hatását kelti. A költemény rövid sorokból áll, és végrímeket használ, ami csak elvétve bukkan föl a régi izlandi költeményekben. 
A Sonatorreket (magyarul „Fiak nehéz megbosszulása”, „Fiak elvesztése” vagy „Fiasirató”) 960 körül írta, két fia (köztük Böðvar) halála után. A vers megírása előtt egy öngyilkossági kísérletet is elkövetett, ám ebben felesége megakadályozta. A vers hangneme egyedülálló az egész európai középkori irodalomban, hiszen míg közvetlen és személyes stílusú, sokszor patetikus hangvételű és szarkasztikus részletei is vannak. A versben a lírai ént bosszúvágy hajtja nemzetsége kihalásának veszélye miatt. Ezután belenyugszik a pogány vallás végzethitébe, majd még hálát is ad Óðinnak, mert isteni eredetűnek tartott költő tehetségével úrrá tudott lenni gyászán.
Az Arinbjarnarkvíðát (magyarul „Arinbjörn-vers”) 961-ben egyik barátjának, pártfogójának, Arinbjörnnek írta. A vers kviduháttr formájú, témája a barátság és a hűség. Az Egillsagában maradt fenn, de egyes sorai elvesztek, míg mások megrongálódtak.

### Magyarul
Egill egyes verseiből Orbán Ottó, Weöres Sándor és Károlyi Amy készített műfordítást, több másik versét pedig Bernáth István ültette át magyarra az Egillsagával együtt. Ez utóbbiak között van például az Arinbjörn-vers is.